# Pilsbach
Pilsbach is een gemeente in de Oostenrijkse deelstaat Opper-Oostenrijk, gelegen in het district Vöcklabruck. De gemeente heeft ongeveer 600 inwoners.

## Geografie
Pilsbach heeft een oppervlakte van 10 km². De gemeente ligt in het zuidwesten van de deelstaat Opper-Oostenrijk. Het ligt ten noordoosten van de deelstaat Salzburg en ten zuiden van de grens met Duitsland.
- Gemeinsame Normdatei: 1094601-9
- Virtual International Authority File: 126133939
- WorldCat: E39PBJpDGYXJJ6Ff8tDrC3gYfq